# Pseudophoxinus callensis
Espèce
Statut de conservation UICN

 DD  : Données insuffisantes
Pseudophoxinus callensis, ou Phoxinelle, est une espèce de poissons téléostéens de la famille des Cyprinidae. Ce poisson d'eau douce vit en Afrique du Nord dans les petits ruisseaux, cours d'eau et dans certains plans d'eau et lacs de barrage (ex : Barrage de Bir Mcherga des régions tempérées humides du nord du Maghreb.

## Description
Pseudophoxinus callensis est un poisson de petite taille, dépassant rarement les 10 cm de longueur. Son corps est fusiforme ; sa nageoire dorsale présente cinq rayons mous. Sa couleur varie du brun clair au vert olive clair pour le dos et le haut des flancs, jaune clair à blanc crème sur le bas des flancs et sur le ventre.

## Comportement
Poisson omnivore, bentho-pélagique, il se nourrit de petits crustacés et d'algues et végétaux aquatiques.

## Répartition et habitat

### Biotope
La phoxinelle est commune dans les cours d'eau sinueux et peu profonds de la région du sud/sud-ouest de la Méditerranée. L'espèce préfère la vie dans les rivières à fond de gravats parcourant les régions montagneuses de la Kroumirie par exemple, où le climat a tendance à être plus humide et les précipitations plus abondantes ( > 1 000 mm/an) que le reste du sud du bassin méditerranéen... La Phoxinelle tolère aussi la vie dans les rivières aux eaux troubles des plaines, plus au moins profondes, et prolifère dans les retenues de certains barrages (barrage de Bir Mcherga).

### Aire de répartition
Pseudophoxius callensis prolifère dans les eaux continentales de l'Algérie et de la Tunisie où il est assez abondant. Il est présent dans de nombreux cours d'eau du Nord de ces régions, mais surtout absent ou quasi absent si on va plus au sud, dans le centre de ces pays.

## Utilisations
Ce poisson n'a aucun intérêt commercial.